# Horní Normandie
Horní Normandie (francouzsky Haute-Normandie) byl jeden z 27 regionů Francie, ze kterých sestávala francouzská republika v období do roku 2015. Skládal se ze dvou departmentů (Eure a Seine-Maritime). Jeho hlavním městem byl Rouen. 1. ledna 2016 byl region Horní Normandie sloučen se sousední Dolní Normandií a společně tak vytvořily nový region Normandie.

## Nejdůležitější města
- Dieppe
- Évreux
- Fécamp
- Le Grand-Quevilly
- Le Havre
- Le Petit-Quevilly
- Mont-Saint-Aignan
- Rouen
- Saint-Étienne-du-Rouvray
- Sotteville-lès-Rouen
- Vernon